# ISO 3166-2:MY
ISO 3166-2 données pour la Malaisie

## Mise à jour
```
ISO 3166-2:2003-09-05
```

## Territoires fédéraux (3)ms:wilayah persekutuan
```
MY-14  
Wilayah Persekutuan Kuala Lumpur

MY-15  
Wilayah Persekutuan Labuan

MY-16  
Wilayah Persekutuan Putrajaya
```

## États (13)ms:negeri
```
MY-01  
Johor

MY-02  
Kedah

MY-03  
Kelantan

MY-04  
Melaka

MY-05  
Negeri Sembilan

MY-06  
Pahang

MY-08  
Perak

MY-09  
Perlis

MY-07  
Pulau Pinang

MY-12  
Sabah

MY-13  
Sarawak

MY-10  
Selangor

MY-11  
Terengganu
```